# جون هال (لاعب كرة قاعدة)
جون هال (بالإنجليزية: John Hall)‏ هو لاعب كرة قاعدة أمريكي، ولد في 9 يناير 1924 في موسكوجي في الولايات المتحدة، وتوفي في 17 يناير 1995 في ميدويست سيتي في الولايات المتحدة.

## وصلات خارجية
- جون هال على موقعبيزبول رفرنس.كوم (الدوري الرئيسي) (الإنجليزية)
- جون هال على موقعبيزبول رفرنس.كوم (الدوري الثانوي) (الإنجليزية)